# 1. FSV Mainz 05 II
El 1. FSV Mainz 05 II (en alemán y oficialmente: 1. Fußball- und Sportverein Mainz 05 e. V. II) es un equipo de fútbol de Alemania que juega en la Regionalliga Südwest, una de las ligas regionales que conforman la cuarta división de fútbol en el país.

## Historia
Fue fundado en el año 1956 en la ciudad de Maguncia como un equipo reserva del 1. FSV Mainz 05, el cual milita en la Bundesliga, por lo que no puede jugar en la Bundesliga, aunque sí puede jugar en la Copa de Alemania. Está conformado principalmente por jugadores menores de 23 años con el fin de que estos algún día formen parte del primer equipo.

## Palmarés
- Oberliga Südwest (III): 2

2003, 2008
- South West Cup: 5

2001, 2002, 2003, 2004, 2005